# Philodicus pavesii
Philodicus pavesii är en tvåvingeart som beskrevs av Mario Bezzi 1892. Philodicus pavesii ingår i släktet Philodicus och familjen rovflugor.
Artens utbredningsområde är Somalia. Inga underarter finns listade i Catalogue of Life.